# TOI-1452 b
TOI-1452 b は、地球からりゅう座の方向に約100光年離れた位置にある赤色矮星 TOI-1452 を公転している太陽系外惑星である。
現時点では不明な点が多いことから、今後の詳細な観測が必要とされるが、観測で得られたデータの解析から、表面に大量の水が存在している海洋惑星である可能性が示されている。

## 発見と観測
TOI-1452 b は、2018年に打ち上げられたTESSの観測データの解析から発見された。TESSは、惑星が恒星の手前を周期的に通過（トランジット）する様子を観測するトランジット法を用いて太陽系外惑星を発見している。以前から「TIC 420112589」などの名称で呼称されていた主星は、2019年7月18日から2020年7月4日までのほとんどの期間と、2021年6月25日から8月20日まで、12月31日から2022年1月27日までというかなり長い期間においてTESSによる観測区域内に存在していた。2019年の観測期間に得られた主星の光度曲線データの解析から周囲に惑星が存在する可能性が浮上し、同年10月26日、主星に TOI-1452、惑星候補に TOI-1452.01 という TESS object of interest (TOI) における名称が付与されて、TESS Science Office より惑星候補として発表された。その後のTESSの観測期間内で30回以上の通過が確認され、モントリオール大学の研究者などによる研究チームにより TOI-1452 b の発見報告論文が2022年8月にアストロノミカルジャーナルに掲載された。また、TESSによる観測データの他にも、カナダにあるモンメガンティク天文台やハワイ島にあるすばる望遠鏡などによる地上からのフォローアップ観測でも TOI-1452 b の存在が確認されており、日本の研究チームによる観測でも TOI-1452 b の存在が確認された。低質量の恒星の観測に適しているカナダ・フランス・ハワイ望遠鏡に搭載されている近赤外線の分光偏光計 SPIRou を用いた50時間以上に及ぶ観測では、TOI-1452 b の質量の決定が行われた。

## 特徴
| 地球 | TOI-1452 b |
| ---- | ---------- |
| 地球 | Exoplanet  |

TESSによる観測データから、TOI-1452 b の大きさは地球の1.67倍で、惑星からの重力の影響で変化する主星の視線速度の分析から質量は地球の4.82倍とされている。これを基に計算するとその密度は 5.6 g/cm3 となり、かなり地球（5.515 g/cm3）と類似した値になる。密度が高いことから、TOI-1452 b は岩石で構成された地球よりも大型の地球型惑星であるスーパーアースに分類される。主星からはわずか 0.061 au（約913万 km）しか離れておらず、公転周期も約11日しかないが、主星である TOI-1452 が太陽よりも小型の赤色矮星であるため、TOI-1452 b がこれほどの至近距離を公転しているにも関わらず、主星から受ける放射エネルギー量は地球の 1.8 ± 0.2 倍に留まっており、これは金星が太陽から受ける放射エネルギー量（地球の約1.91倍）と同等である。そのため、TOI-1452 b は表面に液体の水が存在できる可能性があるハビタブルゾーン内に位置しており、惑星の平衡温度（大気の存在を考慮しない時の表面温度）は、アルベド（反射能）を0と仮定すると 326 K（53 ℃）、地球のボンドアルベドに近い0.3と仮定すると 298 K（25 ℃）と推定されている。

### 海洋惑星の可能性

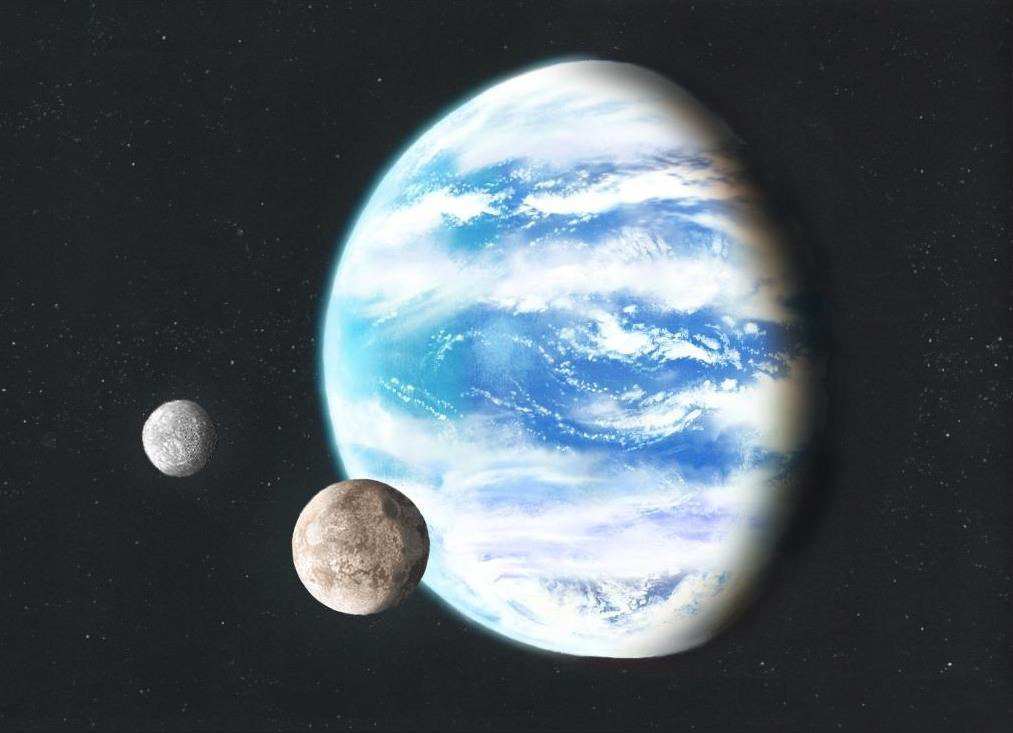
海洋惑星の想像図

TOI-1452 b の大きさと質量から計算される密度は地球に近い数字となっているが、金属や岩石などで構成されている通常の地球型惑星であるとするにはかなり密度が小さい計算になる。そのため、TOI-1452 b の組成には岩石などよりも密度が小さい物質が大量に含まれている可能性が浮上した。求められた大きさと質量の値から、考えられる TOI-1452 b の組成について以下の3通りが推測されている。
- 液体の水で覆われた海洋を持つ海洋惑星
- 岩石で構成されているが、鉄の含有量が少ない地球型惑星
- 分子量の小さい元素（水素やヘリウムなど）で構成された薄い大気を持つ地球型惑星

仮に TOI-1452 b が海洋惑星である場合、主星の組成分析による惑星の内部構造の制約条件を課すと惑星全体の質量に対して 22+21
−13 % を水が占めている可能性がある。それに対して、地球における水の質量は全体の1%も占めておらず、この割合は、氷で出来た地殻の下に深い内部海を持つと考えられているガニメデやタイタンといったいくつかの太陽系の氷衛星に近いとされている。TOI-1452 b が本当に海洋惑星なのかを明確に決定づけるにはこれからのより詳細な観測が必要となるが、これまで発見されてきた太陽系外惑星の中では最も有力な海洋惑星の候補であると研究チームを率いた Charles Cadieux は述べている。TOI-1452 b は2021年に打ち上げられたジェイムズ・ウェッブ宇宙望遠鏡による観測がほぼ年間を通して行える方向に位置しており、さらに地球から比較的近距離にあることから大気や組成の仮説検証を容易に行えることが期待されている。